# Mändlfeld
Mändlfeld ist ein Gemeindeteil der Gemeinde Karlskron im oberbayerischen Landkreis Neuburg-Schrobenhausen.

## Lage
Das Dorf liegt im nördlichen Bereich des sogenannten Unteren Donaumooses in der Planungsregion Ingolstadt. Es befindet sich unweit des im Osten des Moores liegenden, natürlichem Überlaufes des früheren Sumpflandes, der bei Oberstimm gelegenen Brautlach.
Abseits von Hauptverkehrswegen und Fernstraßen liegt der Ort eingebettet zwischen dem Moosgraben und dem Militärkanal im ebenen Agrarland des Mooses, nordöstlich von Karlskron. Unmittelbar an der Bebauungsgrenze im Norden berührt der Ort die Stadtgrenze der kreisfreien Stadt Ingolstadt und im Osten grenzt das Ortsgebiet an die Kreisgrenze des Landkreises Pfaffenhofen.

## Geschichte

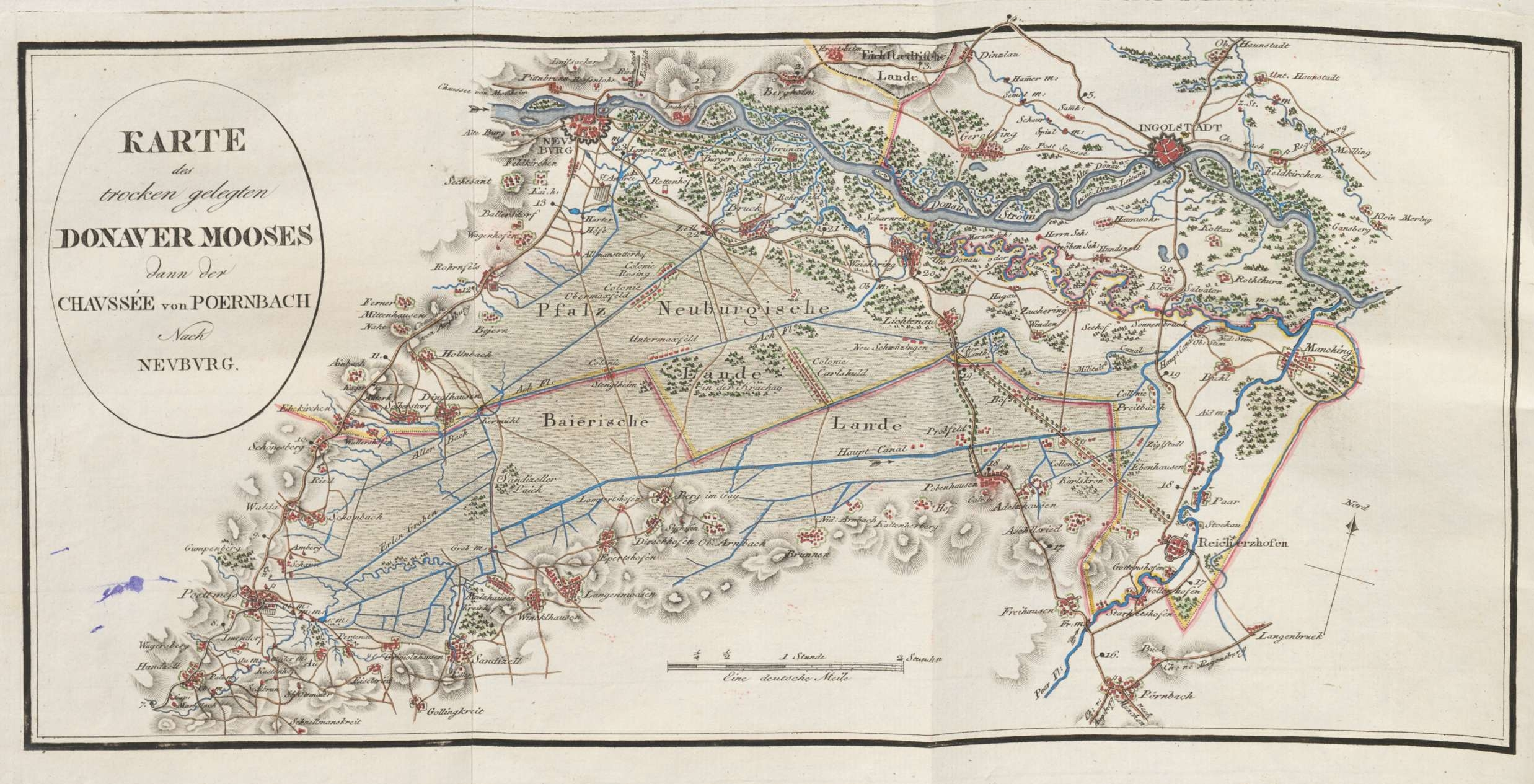
Karte des Donaumooses, gezeichnet 1804/05 von Adrian von Riedl

Das Ortsgebiet von Mändlfeld war bis 1790 unberührte Moorlandschaft im unerschlossenen und unzugänglichen größten Niedermoor Süddeutschlands, dem Donaumoos. In den darauf folgenden Jahren ließ der neue, aus Mannheim stammende Landesherr Kurfürst Karl Theodor das Donaumoos entwässern und zu Ackerland kultivieren.
Die vom Kurfürsten 1789 eingesetzte Donaumooskommision, bestehend aus Stephan Freiherr von Stengel, Johann Georg von Aretin und Adrian von Riedl, ließ ab 1790 in rascher Folge Trockenlegungs- und Kultivierungsmaßnahmen des unteren Mooses durchführen. Diese begannen mit der Anlage des Donaumoos-Hauptkanals, dem Bau der Donaumoosstraße von Reichertshofen nach Lichtenau und einer Nord-Süd-Achse als direkte Verbindung durch das Moos von Altbayern in Pfalz-Neuburgisches Gebiet, die Straße von Pobenhausen nach Lichtenau. Im Zuge dieser Erschließung wurde die Anlage einer Mustersiedlung in der Mitte des Unteren Mooses in Angriff genommen, dem heutigen Karlskron, um siedlungswillige Kleinbauern zur Mooskolonisierung an zu ziehen.
Mändlfeld ist in der Zeit der Mooskolonisation im frühen 19. Jahrhundert entstanden und wurde ursprünglich als typische Mooskolonie zur Ansiedlung von Kleinbauern angelegt. Alle Anwesen standen in einer Reihe, entlang eines Kanals oder einer Straße und waren als Kolonistenhäuser konzipiert und ausgeführt.
Das durch die Mooskommission angedachte und dann auch umgesetzte Konzept der Ansiedlung von Kleinbauern als Freibauern war zur damaligen Zeit, als noch das Feudalsystem vorherrschte, nahezu revolutionär.
Jeder Kolonist sollte der alleinige Eigentümer seines Anwesens sein und sein Wirtschaften und Handeln auf seinem Hof selbst bestimmen und entscheiden. Er sollte keinem Grundherren hörig und von diesem abhängig sein und keine Schollenpflicht mehr haben, sondern sein Eigentum nach eigenem Gutdünken mehren und benutzen können wie er will. Er sollte es auch verkaufen und verlassen können wann immer es ihm beliebt. Steuern und Rückzahlungen für das überlassene Grundstück und zur Verfügung gestellte Gebäude sollte allein an den Staat zu bezahlen sein, nach einheitlichen Regeln.
Eine derartige Liberalisierung der vorherrschenden Grundeigentumsverhältnisse stieß naturgemäß auf erbitterten Widerstand der Landstände, die bisher und nach wie vor in anderen Gebieten die Grundherrschaft stellten und die Kleinbauern als ihr persönliches Eigentum ansahen.
Da die Kommission aber ein schnelles und gewinnbringendes Aufblühen der Mooskolonien anstrebte, sah sie die Ansiedlung kleiner, aber selbstständiger Freibauern als das wesentlich erfolgversprechendere Konzept an.
Aus diesem Grund fanden die Kolonien auch schnell Käufer und niederlassungswillige Neusiedler für ihre Hofstellen. Käufer die Land und Gebäude auf langfristige Kredite direkt vom Staat übernahmen, aber von der Aussicht getrieben wurden, nach Abbezahlen der Darlehen an den Staat, ihr eigener Grundherr zu sein und unabhängig wirtschaften zu können.
Mändlfeld schien im Jahre 1804 noch nicht zu existieren, denn auf der Karte von Adrian von Riedl waren im Bereich der späteren Siedlung noch keine Gebäude verzeichnet, obwohl auf dieser Karte schon Brautlach und auch Deubling zweifelsfrei erfasst sind.
Jedoch schon in einem aus dem Jahr 1808 stammenden Steuerverzeichnis mit erzielten Erträgnissen ist Mändlfeld als Freisitz aufgeführt und umfasst darin bereits 14 Häuser mit 15 Familien mit 18 Tagwerk Feld und 26 Tagwerk Wiesen.
Eingepfarrt war Mändlfeld zur Zeit seiner Gründung nach Oberstimm.
Ursprünglich angelegt war Mändlfeld entlang der am Moosgraben verlaufenden Riedelstraße, der zum Militärkanal führenden und an diesem entlangführenden Kanalstraße, beide in Ost-West-Richtung; der in Nord-Süd-Richtung quer zu den beiden und diese verbindende Kramerstraße und dem parallel zur Riedelstraße am anderen Ufer des Mooskanal verlaufenden Wirtsweg.
Durch die räumliche Nähe zu Ingolstadt wurde der Ort als Wohn- und Schlafdorf für immer mehr Familien, die in der Stadt arbeiten, zusehends attraktiver.
Auch mitbedingt durch das beinahe vollständige Verschwinden der kleinbäuerlichen Landwirtschaft seit den 1970er Jahren, wurde der Moosgrund zwischen Riedelstraße und Kanalstraße ab den 1980er Jahren nach und nach zur Wohnbebauung erschlossen und flächendeckend mit zeitgemäßen Wohngebäuden überbaut. Dadurch ist die ursprüngliche Struktur des Straßendorfes in Mändlfeld kaum noch erkennbar und der Ort hat inzwischen das Aussehen einer modernen Wohnsiedlung erhalten.